# Female Pleasure
#Female Pleasure ist ein schweizerisch-deutscher Dokumentarfilm der Schweizer Regisseurin Barbara Miller aus dem Jahr 2018. Der Film setzt sich mit der weiblichen Sexualität im 21. Jahrhundert rund um den Globus auseinander. Die fünf Protagonistinnen engagieren sich für sexuelle Aufklärung und Selbstbestimmung für Frauen, hinweg über religiöse Normen und Schranken. Aufgrund der Thematisierung der Problematik durch die Protagonistinnen wird ebenfalls die Verfolgung, Bedrohung und Diffamierung, die mit der Aufklärung einhergehen, beleuchtet. Der Film thematisiert den Mechanismus hinter den Strukturen, deren Frauen ausgesetzt sind und ihre Lebensformen bis heute bestimmen und wie sich Frauen für ein gleichberechtigtes, respektvolles Miteinander unter den Geschlechtern einsetzen.

## Inhalt
Der Film begleitet fünf junge Frauen aus verschiedenen Kulturen fünf Jahre lang, die sich gegen die Repression der weiblichen Sexualität ihrer kulturellen und religiösen Gemeinschaften auflehnen. Trotz der kulturellen Differenzen verbindet die Protagonistinnen die geschlechterbasierte Gewalt, der sie ausgesetzt sind. Er zeigt ihren Kampf für eine selbstbestimmte weibliche Sexualität. Patriarchale Strukturen und die heutige Pornokultur werden thematisiert. Dem Film liegt laut Presseheft des Verleihers die Idee zugrunde, das Thema Sexualität und Frauen in Bezug auf die fünf Weltreligionen und -kulturen zu untersuchen. Die Protagonistinnen und deren Hintergründe könnten kaum unterschiedlicher sein:
Doris Reisinger (geb. Wagner) ist mit 19 Jahren ins Kloster Thalbach in Bregenz eingetreten und wurde mit der frauenfeindlichen Umgebung der religiösen Anstalt konfrontiert. Sie ist eine der fünf Protagonistinnen und veröffentlichte 2014 eine Biografie über ihre Erfahrungen, unter anderem mit sexuellem Missbrauch, in der katholischen Gemeinschaft Geistliche Familie „Das Werk“. Im Rahmen der Fortsetzung ihrer Klosterausbildung kam es während eines Aufenthalts in Rom zu einer Vergewaltigung durch einen 20 Jahre älteren Pater. Nach einer langen Leidensgeschichte fand sie Kraft aus dem Kloster auszutreten. Ihr Buch „Nicht mehr ich“ arbeitet das Geschehene auf und möchte vor den Abhängigkeiten und Abgründen in kirchlichen Gemeinschaften warnen. Heute engagiert sie sich als Philosophin und promovierte Theologin für Missbrauchsopfer der katholischen Kirche und kirchlicher Sekten.
3sat beschreibt den Film als ein Plädoyer für das Recht auf Selbstbestimmung und gegen die Dämonisierung der weiblichen Lust durch Religion und gesellschaftliche Restriktionen.
Die Protagonistin Leyla Hussein wurde in Mogadischu in eine streng muslimische Familie hineingeboren und durfte in Somalia eine Schule besuchen. Sie teilt ihre Geschichte der weiblichen Beschneidung (FGM) im fundamentalistischen Islam, die ihr als Siebenjährige widerfahren ist. Heute arbeitet Hussein als Psychotherapeutin und Aktivistin gegen weibliche Genitalverstümmelung. Sie ist weltweit als eine der wichtigsten Expertinnen für FGM anerkannt und eine führende und preisgekrönte internationale Kämpferin gegen alle Formen von Gewalt gegen Frauen und Mädchen.
Deborah Feldman ist eine weitere Protagonistin und wuchs in einer ultraorthodoxen, jüdischen Familie im chassidischen, streng religiösen Satmarer-Gemeinde Williamsburg New York auf. Die Hingabe an Gott, Gehorsam, Schuld prägten ihre Kindheit. Mit 17 Jahren wurde sie zwangsverheiratet. Nach der Geburt ihres Sohnes wagte sie die Abkehr von der orthodoxen Gemeinschaft und veröffentlichte das Buch „Unorthodox“, welches ein Beben in der jüdischen Community auslöste. 2020 adaptierte Netflix das Buch unter gleichnamigen Titel als Miniserie.
Rokudenashiko wurde in einer traditionellen japanischen Familie geboren und wuchs als Tochter strenggläubiger Buddhisten im Großraum Tokio auf. Rokudenashiko, die Kunst studiert hatte, entwickelte sich zur Aktionskünstlerin, die Abdrücke von ihrer Vulva machte und Plastikfiguren in der Form ihrer Vulva herstellte. Die Sexualität der Frau ist im Gegensatz zur Sexualität des Mannes in Japan ein stark tabuisiertes Thema. Bei einer Aktion in Tokio wurde die Künstlerin wegen „Erregen öffentlichen Ärgernisses“ verhaftet, mehrere Jahre Haft drohen.
Vithika wuchs als Mädchen in einer traditionellen hinduistischen Familie im nordindischen Rajasthan auf. Mit zwölf Jahren erfuhr sie zum ersten Mal sexuelle Belästigung. Vithika gründete in Delhi zusammen mit der Unterstützung von Radio Netherlands Worldwide „Love Matters“, das erste Sexualaufklärungsprojekt auf Englisch und Hindi im Internet.

## Hintergrund
Produziert wurde der Film von Mons Veneris Films GmbH, Zürich, Das Kollektiv für audiovisuelle Werke GmbH, Zürich und Indi Film GmbH, Stuttgart in Koproduktion mit SRG SSR, TELECLUB, Arte, SRF, RTS und RSI.

## Veröffentlichung
Die Weltpremiere fand am 5. August 2018 am Internationalen Filmfestival Locarno in der Semaine de la Critique statt. In den Kinos startete der Film am 8. November 2018 in Deutschland, am 15. November 2018 in der Schweiz und am 16. November 2018 in Österreich. In der Schweiz war #Female Pleasure im Jahr 2018 der erfolgreichste Schweizer Kinodokumentarfilm. Am 13. März 2019 folgte der Start im französischsprachigen Raum (Romandie) und am 3. April 2019 in Frankreich.

## Kritiken
Filmkritiker schreiben dem Film wegen seines Themas gesellschaftliche Aktualität zu und verorten ihn als Beitrag zur #MeToo-Debatte. So schreibt Denise Bucher in der NZZ am Sonntag: „Es ist zu hoffen, dass diejenigen, die sich über das angebliche Gejammer um Gleichberechtigung, MeToo und Genderfragen ärgern, dank Filmen wie #Female Pleasure besser nachvollziehen können, warum es nicht anders geht, als dass man sich gegen diese Kultur der Unterdrückung wehrt. (…) Regisseurin Barbara Miller führt in #Female Pleasure vor Augen, wie Diskriminierung, Frauenhass und sexualisierte Gewalt überall auf der Welt zusammenhängen mit patriarchalen Strukturen, legitimiert durch heilige Schriften, ob jene von Christen, Juden, Muslimen, Buddhisten oder Hindus.“
Dieter Oßwald führt im Kinomagazin Programmkino dazu ergänzend aus: „Jenseits von Hollywood fällt die globale Unterdrückung von Frauen durch Religionen freilich gravierender aus. (…) Bei der strukturellen Zweiklassen-Gesellschaft von Mann und Frau sind sich die Fundamentalisten des Islam, des Judentums oder der katholischen Kirche erschreckend ähnlich. Die Geschichten der fünf Protagonistinnen klingen erschütternd – und ermutigend zugleich: Denn diese Heldinnen wollen sich ihr Recht auf Selbstbestimmung nicht kampflos nehmen lassen. Eine der ganz wichtigen Dokumentationen in diesem Kinojahr, die auf großes Zuschauerinteresse stoßen dürfte – wie beim Festival von Locarno bereits zu erleben war.“
Annette Scharnberg hebt in ihrem Bericht auf SRF Online die Universalität des Themas hervor: «Die Regisseurin Barbara Miller stieß auf ihren Reisen – egal wo auf der Welt – auf die immer gleiche Problematik: die Tabuisierung der weiblichen Sexualität und die Negierung des weiblichen Körpers. (…) #Female Pleasure ist ein wichtiger Film – für das Selbstverständnis von Frauen und das gegenseitige Verständnis der Geschlechter. Barbara Miller schafft es mit den von ihr gewählten fünf Beispielen klar herauszuarbeiten: Jede Frau in diesem Film hat etwas mit der anderen und letztlich mit uns allen zu tun. Jede Frau in diesem Film kämpft für ihre Rechte und damit für die Rechte von uns allen.»
Die ZDF-Redakteurin Nadia Nasser erachtet den Dokumentarfilm als ein starkes Plädoyer gegen verkrustete Geschlechterrollen und als eine der wichtigsten Dokumentationen des Jahres 2018. Es gehe nicht nur um die weibliche Lust oder Sexualität, sondern in Wirklichkeit um Menschenrechte. Der Film rege zum Nachdenken an und gebe Einblick in eine Welt voller Gewalt, Scham und Tabus – die Erfahrungswelt vieler Frauen, wenn es um ihren Körper geht.

## Auszeichnungen
- Premio Zonta Club Locarno (Settimana della critica), Locarno Film Festival 2018[24][25]
- Spezialpreis der Interreligiösen Jury DOK Leipzig 2018[26]
- Schweizer Filmpreis 2019: Nomination Bester Dokumentarfilm, Nomination Beste Montage, Nomination Best Score[27]
- Cinema for Peace Berlinale 2019: Nomination The Women’s Empowerment Award[28]
- Amnesty International Award – Human Right Section 2019, Thessaloniki Documentary Festival[29]
- WIFT AWARD 2019, Thessaloniki Documentary Festival[29]
- Romyverleihung 2019 – Auszeichnung in der Kategorie Beste Kino-Doku[30][31]